# Nado sincronizado no Campeonato Mundial de Esportes Aquáticos de 2011 - Rotina técnica equipes
A rotina técnica equipes do nado sincronizado no Campeonato Mundial de Esportes Aquáticos de 2011 foi realizada entre os dias 18 de julho e 19 de julho no Shanghai Oriental Sports Center em Xangai.

## Calendário
| Fase       | Data        |
| ---------- | ----------- |
| Preliminar | 18 de julho |
| Final      | 19 de julho |

## Medalhistas
| Ouro | Prata | Bronze |
| Rússia · Anastasia Davydova · Maria Gromova · Elvira Khasyanova · Svetlana Kolesnichenko · Daria Korobova · Aleksandra Patskevich · Alla Shishkina · Angelika Timanina · Anisya Olkhova (reserve) · Alexandra Zueva (reserva) | China · Chang Si · Huang Xuechen · Jiang Tingting · Jiang Wenwen · Liu Ou · Luo Xi · Sun Wenyan · Wu Yiwen · Chen Xiaojun (reserva) · Guo Li (reserva) | Espanha · Clara Basiana · Alba María Cabello · Ona Carbonell · Margalida Crespí · Andrea Fuentes · Thaïs Henríquez · Paula Klamburg · Cristina Salvador · Sara Gijon (reserva) · Irene Montrucchio (reserva) |

## Resultados
| Pos.              | Nacionalidade   | Preliminar | Preliminar | Final  | Final     |
| Pos.              | Nacionalidade   | Pontos     | Pos.       | Pontos | Pos.      |
| ----------------- | --------------- | ---------- | ---------- | ------ | --------- |
| Medalha de ouro   | Rússia          | 97.700     | 1          | 98.300 | 1         |
| Medalha de prata  | China           | 96.000     | 2          | 96.800 | 2         |
| Medalha de bronze | Espanha         | 95.700     | 3          | 96.000 | 3         |
| 4                 | Canadá          | 94.000     | 4          | 94.400 | 4         |
| 5                 | Japão           | 92.800     | 5          | 93.100 | 5         |
| 6                 | Ucrânia         | 92.100     | 6          | 92.200 | 6         |
| 7                 | Itália          | 90.600     | 7          | 90.700 | 7         |
| 8                 | França          | 88.700     | 8          | 88.600 | 8         |
| 9                 | Estados Unidos  | 88.100     | 9          | 87.900 | 9         |
| 10                | Reino Unido     | 87.400     | 10         | 87.600 | 10        |
| 11                | Coreia do Norte | 85.700     | 12         | 86.100 | 11        |
| 12                | Brasil          | 86.200     | 11         | 85.600 | 12        |
| 23.5              | H09.5           |            |            |        | 00:55.635 |
| 13                | Países Baixos   | 83.900     | 13         |        |           |
| 14                | México          | 83.300     | 14         |        |           |
| 14                | Cazaquistão     | 83.300     | 14         |        |           |
| 16                | Suíça           | 82.300     | 16         |        |           |
| 17                | Egito           | 77.100     | 17         |        |           |
| 18                | Austrália       | 75.200     | 18         |        |           |
| 19                | Colômbia        | 75.000     | 19         |        |           |
| 20                | Malásia         | 72.700     | 20         |        |           |
| 21                | Tailândia       | 67.400     | 21         |        |           |
| 22                | África do Sul   | 64.400     | 22         |        |           |
| 23                | Indonésia       | 60.000     | 23         |        |           |
| –                 | Singapura       | DNS        |            |        |           |